# Pehmertange
Pehmertange ist ein Ortsteil der Stadt Friesoythe im niedersächsischen Landkreis Cloppenburg.

## Geografie und Verkehrsanbindung
Der Ort liegt südlich des Kernortes Friesoythe. Westlich verläuft in Nord-Süd-Richtung die Landesstraße L 831 und fließt die Marka. Östlich fließt die Soeste und verläuft die B 72.